# Scott Clark (artista)
Scott Clark foi um artista de histórias em quadrinhos nascido em 1969 que trabalhou para a Wildstorm, Marvel Comics, Aspen Comics e DC Comics. Scott era um criador extremamente talentoso e uma parte importante do reboot da DC Comics, Os Novos 52. Nos últimos anos de vida, Clark era colaborador frequente da DC Comics, onde desenhou a série Grifter e colaborou em várias outras, também como arte-finalista.

## Carreira
Scott Clark começou a carreira no início da década de 1990, foi um dos primeiros artistas contratados por Jim Lee, em 1993, para trabalhar em seu estúdio, WildStorm, quando a empresa fazia parte da Image Comics, onde ficou conhecido pelos desenhos da série Stormwatch e também teve trabalhos parar a Marvel Comics. Depois de um breve período na Aspen Comics, ele retornou para a Wildstorm, agora pertencente à DC Comics, e depois terminou na própria DC Comics, em títulos da saga O Dia Mais Claro (do original "Brightest Day"). Em seguida, trabalhou na revista Grifter (Os Novos 52) e nas capas da revista do Exterminador, Deathstroke, e foi o artista dos back-up do Caçador de Marte na nova revista da Liga da Justiça, Justice League of America.

## Vida pessoal
Clark era casado e tinha um filho.

## Morte
Clark morreu em 21 de fevereiro de 2013, aos 42 anos de idade.